# Krystyna Czajkowska
Krystyna Czajkowska-Rawska (Sosnowiec, Silèsia, 25 d'abril de 1936) va ser una jugadora de voleibol polonesa que va competir durant la dècada de 1950 i 1960.
El 1964 va prendre part en els Jocs Olímpics de Tòquio, on guanyà la medalla de bronze en la competició de voleibol. Quatre anys més tard, als Jocs de Ciutat de Mèxic revalidà la medalla de bronze en la competició de voleibol.
En el seu palmarès també destaquen una medalla de bronze al Campionat del Món de voleibol, el 1962 i tres medalles al Campionat d'Europa, dues de plata, el 1963 i 1967, i una de bronze, el 1958.
Jugà 228 partits amb la seva selecció. A nivell de clubs jugà al Górnik Katowice, AZS AWF Warszawa i Kolejarz Katowice. En finalitzar l'etapa com a jugadora passà a exercir d'entrenadora al Płomienia Milowice amb qui va guanyar 4 títols de lliga polonesos (1973-74, 1974-75 1978-79 i 1979-80).